# 栃木県道150号山久保平ケ崎線

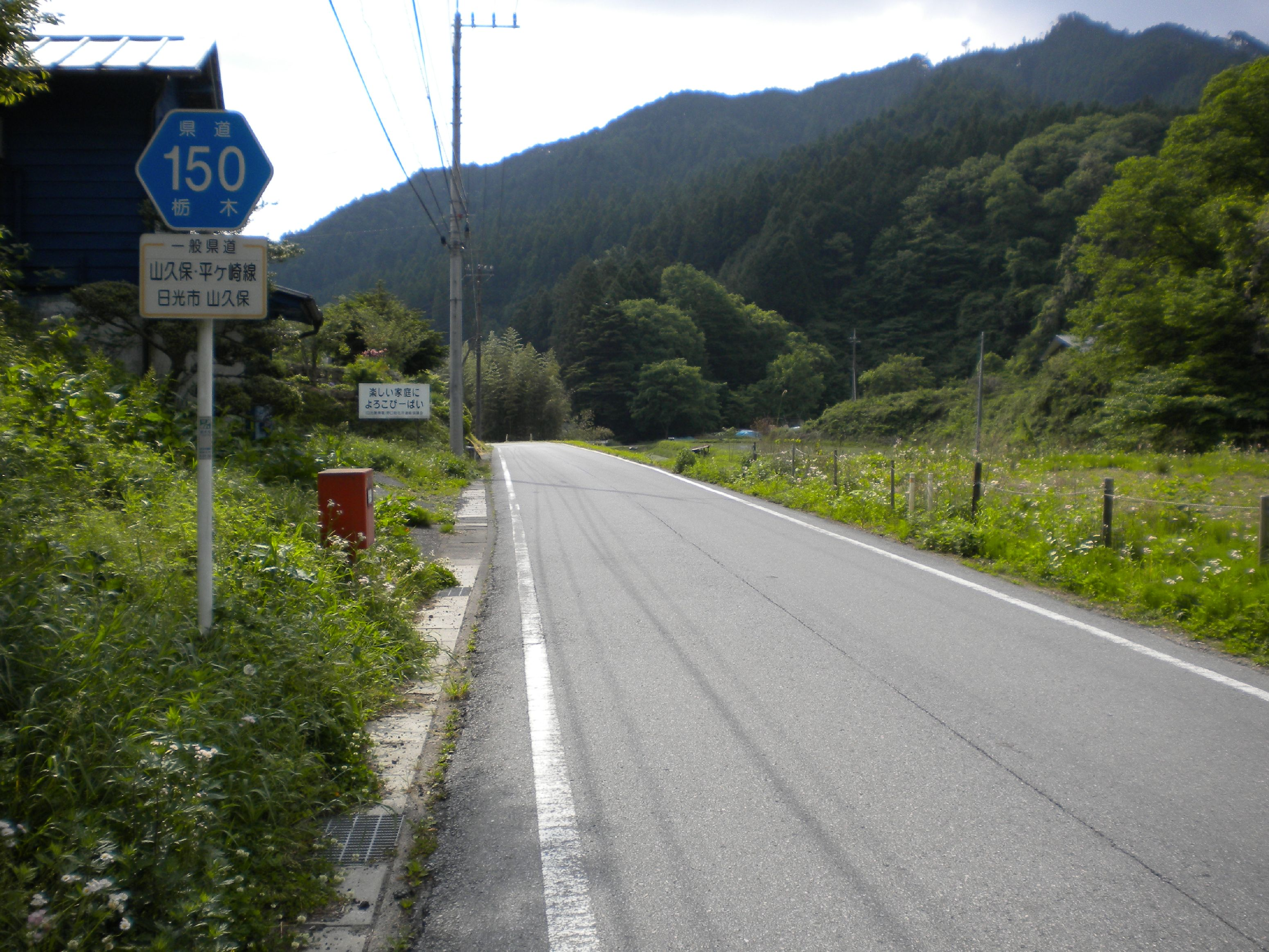
日光市山久保付近

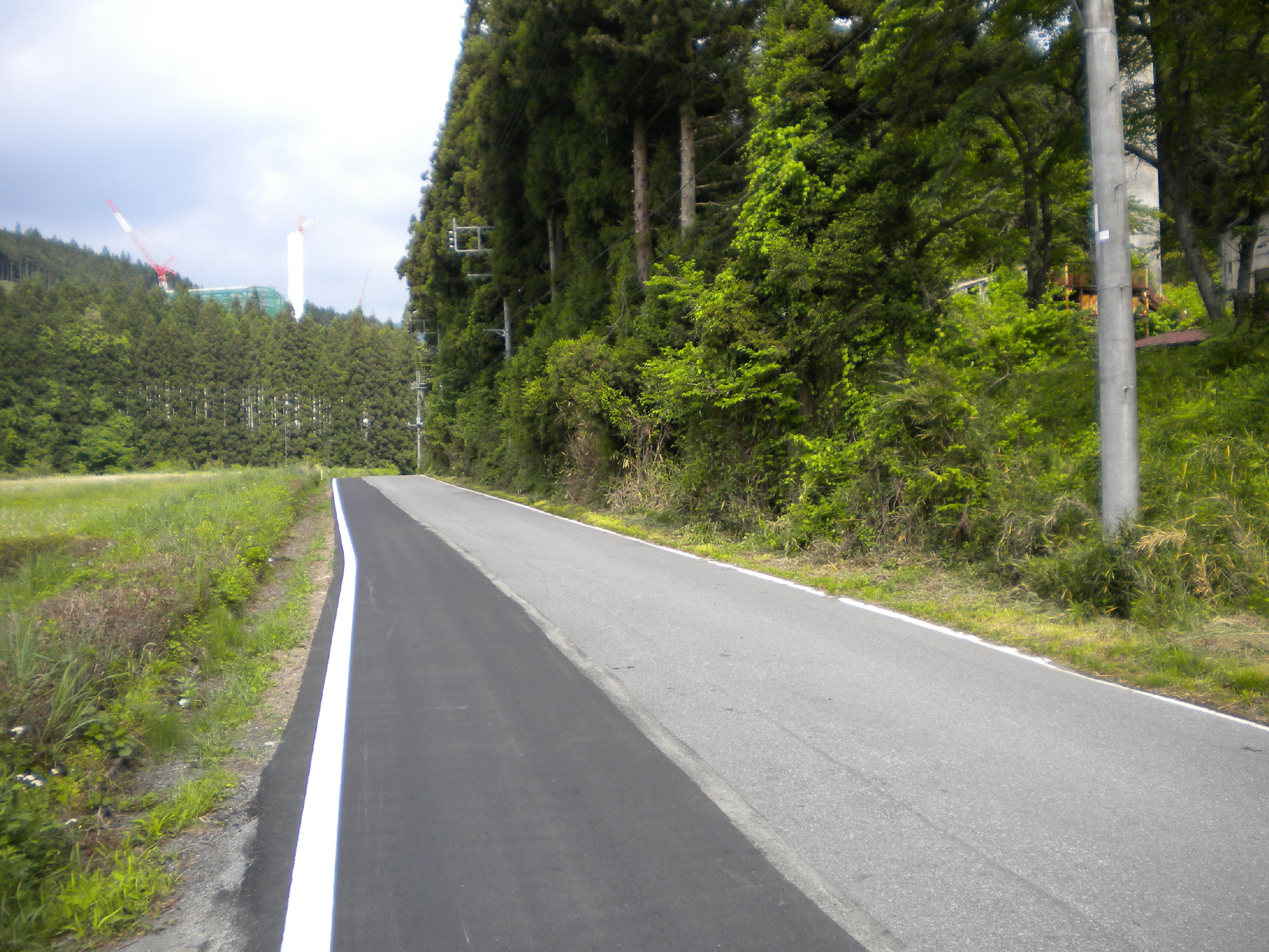
日光市平ケ崎付近

栃木県道150号山久保平ケ崎線（とちぎけんどう150ごう やまくぼひらがさきせん）は、栃木県日光市に位置する一般県道である。

## 概要
日光市の今市市街地南西部に位置する山林の中の道路である。延長2km強の短い路線であるが、栃木県道14号鹿沼日光線と栃木県道70号宇都宮今市線を連絡することで今市から同市小来川地区（旧小来川村）までを結ぶ最短経路の一部として機能しており、日光市営バスの今市車庫 - 小来川森崎線が本路線を経由して運行されている。

## 路線データ
- 総延長：2.397km
- 起点：栃木県日光市山久保（栃木県道14号鹿沼日光線交点）
- 終点：栃木県日光市平ケ崎（栃木県道70号宇都宮今市線交点）
- 認定：1961年（昭和36年）4月1日

## 歴史
- 1961年（昭和36年）4月1日 - 一般県道山久保今市線として認定。
- 2008年（平成20年）4月1日 - 告示改正により山久保平ケ崎線に改称。